# Legacy of Kain: Defiance
 (avril 2020).
Si vous disposez d'ouvrages ou d'articles de référence ou si vous connaissez des sites web de qualité traitant du thème abordé ici, merci de compléter l'article en donnant les références utiles à sa vérifiabilité et en les liant à la section « Notes et références ».
Legacy of Kain: Defiance est un jeu vidéo d'action-aventure développé par Crystal Dynamics, sorti en 2003 sur PlayStation 2, Windows et Xbox.
C'est le cinquième volet de la série Legacy of Kain.

## Trame

### Contexte
À la fin de Soul Reaver 2, Kain empêche Raziel d'être enfermé dans l'épée Soul Reaver. Affaibli par l'arme qui dévorait son âme, Raziel disparaît dans la sphère spectrale.
Au début de Defiance, Kain retourne dans la Forteresse Séraphéenne pour demander à Moebius où se trouve Raziel.
500 ans plus tard, Raziel est resté enfermé dans le Monde du dessous durant tout ce temps. L'Ancien lui ordonne de retourner à la surface pour faire tourner la roue du Destin (le cycle de mort et de réincarnation) en dévorant les âmes de Nosgoth. Raziel finit par accepter mais ce n'était qu'une ruse et à la première occasion, Raziel trahit son "créateur", désormais en quête de réponse et bien décidé d'empêcher son funeste destin de s'accomplir. 

### Synopsis
L'histoire commence avec Kain dans la Forteresse des Seraphéens pour trouver Moebius afin de lui demander où est Raziel. Mais il rencontre un obstacle, une porte scellée magiquement et la Reaver ne peut la détruire, Kain trouve plus tard dans la forteresse un fragment du Symbole de l'équilibre, mais il s'agissait d'un piège tendu par les Séraphéens qui se cachaient sous des trappes. Après avoir éliminé ses adversaires, Kain retourne à la porte magique qu'il parvient à détruire, où il rencontre Moebius parlant à quelqu'un. Malgré son arrivée menaçante, Moébius parvient à maîtriser Kain grâce à son sceptre capable de contrôler les vampires et part en fermant le chemin qu'il prend par une porte dont l'emblème tient rôle de serrure.
De son côté, Raziel est prisonnier dans le Monde du dessous. L'Ancien demande ou plutôt oblige Raziel à revenir dans le monde matériel pour faire tourner la Roue du destin, et Raziel finit par accepter et se fraie un chemin dans la grotte où l'Ancien le retient pour émerger dans un cimetière, espérant fuir son créateur, mais au moment où Raziel découvre un portail pour aller dans la sphère matérielle, l'Ancien lui fait comprendre qu'il ne lui a pas échappé et fait disparaître le portail.
Kain repart à la poursuite de Moébius, qui parvient encore à le maîtriser. Ce dernier lui indique une antique forteresse vampire, où Kain pourrait trouver les réponses qu'il recherche. Mais pour trouver le chemin, il doit se rendre aux Colonnes de Nosgoth.
Raziel trouve un moyen de revenir dans la sphère matérielle en possédant un corps en décomposition. Mais il verra peu après qu'il n'est pas le seul à pouvoir le faire. Son exploration du cimetière dans lequel il a émergé lui fait comprendre que 500 ans ont passé depuis sa dernière rencontre avec Kain. Il découvre également des forges vampiriques pour la Soul Reaver, dans lesquelles reposent les anciens membres du Cercle des Neuf, tués dans le passé par Kain et Vorador. Grâce aux pouvoirs des Ténèbres et de la Lumière, il ouvre la porte du cimetière et prend le chemin des Colonnes.
C'est donc à 500 ans d'écart que Kain et Raziel retournent aux Colonnes, le vampire pour y trouver la route de la forteresse vampire, l'esprit pour se frayer un chemin, grâce aux pouvoirs du feu et de l'air, et sur les conseils d'Ariel, vers le manoir de Vorador, au fond de la Noire Forêt.
Kain, dans la forteresse, trouve également le chemin des forges, mais y trouve d'autres fragments du Symbole d'Équilibre.
Raziel arrive au manoir de Vorador, et parvient à ouvrir la porte de la crypte avec le Reaver de l'eau. Quand il le retrouve, Vorador lui montre le corps de Janos Audron, conservé sans son cœur mais ne se décomposant pas : le cœur bat, quelque part dans Nosgoth. Vorador envoie alors Raziel dans la cathédrale d'Avernus, où il pourrait en apprendre plus.
Kain est parvenu à compléter le symbole d'Équilibre, et ouvre alors une porte de la forteresse. Là, un esprit (qui n'est autre que l'Ancien) lui montre que Raziel se trouve 500 ans dans le futur, dans la cathédrale d'Avernus. Bien que suspicieux, Kain accepte de traverser le portail temporel et part rejoindre Raziel.
Raziel, quant à lui, ouvre un portail dans la cathédrale avec la Reaver de Terre qui le mène dans les sous-sols du bâtiment. Au fin fond, il y découvre une secte humaine s'adonnant à un rituel pour le dieu Ras'al Ghik. Poussé dans la fosse, il découvre que le dieu n'est autre que son frère vampire Turel, qui a traversé les époques, mais il attaque Raziel car il est également possédé par les Hyldens. Raziel détruit le dernier de ses frères en vie, mais se fait alors posséder à son tour. En sortant de la fosse, Raziel retrouve Mortanius, encore en vie. Ce dernier lui révèle alors le lieu où se trouve le Cœur des Ténèbres : il l'a implanté dans Kain.
En sortant du temple, la cathédrale s'embrase. Raziel et Kain se rencontrent, et engagent le combat. Alors que Kain prend l'avantage et que la Soul Reaver absorbe l'âme de Raziel, celui-ci arrache le cœur de Kain et l'envoie dans le portail du temple. Raziel retourne alors au manoir de Vorador, où les troupes de Moebius ont débarqué et tué le maître des lieux. Raziel réalise encore qu'il a été une fois encore victime des manipulations de Moebius. Il parvient toutefois à rejoindre le corps de Janos Audron, et lui rend son cœur. Celui-ci se réveille aussitôt, et apprend le désastre. Il se téléporte alors avec Raziel dans la forteresse vampire, où Janos l'envoie dans la dernière forge. Là-bas, l'esprit d'Ariel rejoint la Soul Reaver, qui devient la Reaver spirituelle. Quand Raziel rejoint Janos Audron, les Colonnes viennent d'être détruites par le choix de Kain de demeurer vampire, et il est possédé par les Hyldens, désormais libres. Raziel le combat, mais l'esprit du maître Hylden profite d'un moment d'hésitation de Raziel pour fuir. Raziel est alors rappelé par l'Ancien.
Kain n'est pas mort, et se relève dans une dimension parallèle, dont il parvient à s'échapper. Il retourne alors à la forteresse et rejoint la forge spirituelle, où il trouve Moebius. Cette fois-ci, le bâton est impuissant contre Kain, et ce dernier le tue sans hésiter. Alors que l'esprit de Moebius rejoint la sphère spirituelle et demande à être à nouveau ressuscité, Raziel le dévore. Mais l'Ancien se moque de sa créature, car Moebius était devenu inutile. Comprenant que plus rien d'autre n'est possible, Raziel prend possession du corps physique de Moébius, que Kain empale sur son épée aussitôt. Quand il réalise qu'il s'agit de Raziel, Kain refuse de le tuer, mais Raziel lui montre que c'est le seul moyen de sauver Nosgoth. Raziel devient donc l'esprit dévoreur d'âmes de la Soul Reaver, et Kain est purifié de ses crimes. Kain voit alors apparaître son véritable ennemi : l'Ancien. Le combat tourne en faveur de Kain, qui provoque un éboulement enterrant le monstre.
Kain rejoint alors la forteresse, et contemple les ruines des Colonnes en réalisant le cadeau que Raziel lui a offert : l'Espoir...

## Système de jeu
Legacy of Kain: Defiance est le premier épisode de la série qui permet d'incarner à la fois Raziel et Kain. Le gameplay est assez semblable pour les deux personnages, les touches et les commandes étant les mêmes. Ils disposent tous deux d'une touche pour se "nourrir" (Raziel dévorant les âmes et Kain buvant le sang de ses victimes). Ces deux nourritures sont des moyens d'entretenir la vie de chacun des héros (Kain perd lentement de la vie lorsqu'il ne boit pas de sang).
Ils possèdent chacun un pouvoir de télékinésie, qui diffère légèrement selon le personnage. Au cours du jeu, il est possible de trouver de nombreux artefacts qui permettent d'améliorer la puissance ou de changer le type de pouvoirs  de leur arme (feu, foudre, ténèbres...).
Pour les combats, contrairement aux autres jeux de la série, les deux personnages n'ont à leur disposition qu'une seule arme : la Soul Reaver, matérielle pour Kain, spirituelle pour Raziel. Lors du coup final contre un ennemi, le joueur peut choisir de nourrir le personnage ou l'arme, ce qui permet une fois la jauge remplie, de lancer une super attaque élémentaire.

## Voix

### Voix américaines
- Raziel : Michael Bell
- Kain : Simon Templeman
- Ancien : Tony Jay
- Moebius : Richard Doyle
- Vorador : Paul Lukather
- Janos Audron : René Auberjonois
- Mortanius : Alastair Duncan
- Ariel : Anna Gunn
- Turel : Gregg Berger
- Voix additionnelles : BJ Ward, Phil Proctor

### Voix françaises
- Raziel : Bernard Lanneau
- Kain : Benoît Allemane
- Ancien : Marc Bretonnière
- Moebius : Michel Barbey
- Vorador : Jean Barney
- Janos Audron : Patrick Borg
- Mortanius : Thierry Desroses
- Ariel : Laurence Crouzet
- Turel : Christian Pelissier
- Voix additionnelles : Jean Barney, Claire Guyot, Laurence Crouzet, Michel Barbey, Christian Pellisier, Serge Thiriet, Olivier Rabat, Thierry Desroses, Patrick Borg.

Direction artistique : Serge Thiriet